# Guimbal Cabri G2
El Guimbal Cabri G2 es un helicóptero ligero con motor a pistón, diseñado y fabricado por la compañía francesa Hélicoptères Guimbal, fundada por el ingeniero aeronáutico Bruno Guimbal, antiguo empleado de Eurocopter.

## Diseño y desarrollo
El Cabri G2 es un helicóptero biplaza ligero con rotor principal de tres palas y rotor de cola tipo fenestron. Está equipado con un motor Lycoming O-360 de 180 HP (134 kW),rebajado a una potencia de 145 HP (108 kW). Realizó su primer vuelo el 31 de marzo de 2005 . Su desarrollo estuvo precedido de un prototipo denominado Cabri G1, que voló por primera vez en el año 1992.
Recibió su certificado de tipo por parte de la EASA en diciembre de 2007. La primera aeronave de serie se entregó a finales del año 2008 a Ixair. También Eurocopter realizó un pedido de dos helicópteros para entrenamiento básico, firmando también un contrato para desarrollar a partir de un helicóptero no tripulado.

## Especificaciones

### Características generales
- Tripulación: 2
- Longitud: 6,3 m (20,7 ft)
- Diámetro rotor principal: 7,2 m (23,6 ft)
- Altura: 2,4 m (7,8 ft)
- Planta motriz: 1× Motor de 4 cilindros Lycoming O-360.
  - Potencia: 108 kW (149 HP; 147 CV)
- Hélices: Rotor principal tripala y rotor de cola tipo Fenestron

### Rendimiento
- Velocidad máxima operativa (Vno): 185 km/h (115 MPH; 100 kt)
- Velocidad crucero (Vc): 166 km/h (103 MPH; 90 kt)
- Alcance: 700 km (378 nmi; 435 mi) o su equivalente en 5 horas y 40 minutos de funcionamiento.
- Techo de vuelo: 3963 m (13 002 ft)

### Helicópteros similares
- PZL SW-4
- Robinson R22
- Schweizer 300C